# Jón Helgason (poet)
Jón Helgason, född 30 juni 1899, död 19 januari 1986, var en isländsk filolog och poet. Han var chef för det danska Árni Magnússon-institutet från 1927 till 1971 och professor i isländska vid Köpenhamns universitet från 1929 till 1970. Hans bäst kända dikter är Áfangar och Í Árnasafni.
Under sin tid vid institutet återupptäckte Jón de ordlistor som innehåller de enda bevarade beläggen för det baskisk-isländska pidginspråket, ett pidginspråk från 1600-talet.